# Command & Conquer: Generals – Zero Hour
Command & Conquer: Generals – Zero Hour – pierwszy oficjalny dodatek do gry strategicznej Command & Conquer: Generals wydanej 11 lutego 2003 roku. Wydany 22 września 2003 roku.

## Rozgrywka
- Poprawiony silnik graficzny[1].
- 3 nowe kampanie po jednej dla każdej ze stron konfliktu[1].
- Wersja językowa: polska[1].
- Nowy tryb gry Generals Challenge[1].
- Nowe jednostki oraz budynki[1].
- W grze gracz wybrać jedną z trzech kampanii: Stany Zjednoczone, Chińska Republika Ludowa i organizacja terrorystyczna Global Liberation Army[1].